# Nine Gorman
Pour les articles homonymes, voir Gorman.
Œuvres principales
- Le Pacte d'Emma
- Ashes Falling for the Sky
- Ashes Falling for the Sky 2
- Just wanna be your brother
- La Nuit où les étoiles se sont éteintes
- Le Jour où le soleil ne s'est plus levé
- Ces Prières que je fais dans le noir
- Ces Promesses qu'on croyaient éternelles, partie 1

Nine Gorman est une romancière française, née le 24 juillet 1990 à Toulon. Elle est aussi connue pour ses réalisations de chroniques littéraires sur YouTube.

## Biographie
Née à Toulon dans le sud de la France, Nine Gorman n’y reste pas et passe son enfance et une partie de son adolescence en Nouvelle-Calédonie, puis en Guadeloupe Elle commence très tôt à se passionner pour l'écriture et la littérature. Après des années passées au bord des océans, elle retourne en métropole dans son sud natal avant de s’engager à 19 ans dans la Marine Nationale. Pendant plusieurs années elle jongle entre sa carrière d’écrivaine et l’armée avant de finalement se consacrer pleinement à l’écriture. Nine Gorman vit à présent à Paris. 

## Carrière
Nine Gorman met un pied dans l’écriture avec la fanfiction. Elle publie ses premiers écrits sur internet entre ses heures de cours au lycée à travers des sites comme FanFiction.Net. 
Des années plus tard, en 2015, elle s’inscrit sur la plateforme Wattpad pour publier sa première histoire originale : Le Pacte Sanguinaire. Nine Gorman démarre en réalité l'écriture de cette histoire des années plus tôt sous la forme d’une fanfiction de Vampire Diaries avant de se sentir pour la première fois trop bridée par ce format. Moins d’un an plus tard après ses débuts sur Wattpad, elle est repérée par Albin Michel et signe alors son premier roman. Le Pacte Sanguinaire devient Le Pacte d'Emma pour sa sortie en librairie le 2 novembre 2017. 
Elle collabore par la suite avec son ami Mathieu Guibé sur la duologie Ashes falling for the Sky, dont le premier tome est mis en ligne à raison d’un chapitre par jour sur Wattpad durant l’été 2017, avant d’être publié chez Albin Michel un an plus tard. 
En 2018, elle part écrire sur la route aux Etats-Unis avec son amie Marie Alhinho. De la Nouvelle-Orléans à Chicago les internautes suivent l'aventure sur Instagram et participent aux choix de l'histoire,. Le roman, La Nuit où les étoiles se sont éteintes paraît le 30 juin 2021 aux éditions Albin Michel. 

## YouTube
En parallèle de l’écriture, Nine Gorman réalise des vidéos de recommandations littéraires sur YouTube depuis 2013 et a participé à l'émergence du mouvement « BookTube » en France,.

## Œuvres littéraires
- Le Pacte d'Emma, Albin Michel, 2 novembre 2017.
- Ashes Falling for The Sky, Albin Michel, 21 novembre 2018.
- Ashes Falling for The Sky tome 2: Sky Burning Down to Ashes, Albin Michel, 12 juin 2019.
- Le Pacte d’Emma tome 2: Le Serment d'Andrew, Albin Michel, (Abandon de projet)
- La Nuit où les étoiles se sont éteintes, Albin Michel, 30 juin 2021
- Le Jour où le soleil ne s'est plus levé, Albin Michel, 29 juin 2022
- Just Wanna Be Your Brother (tome 3 de Ashes Falling for The Sky), Albin Michel, 4 janvier 2023.
- Ces prières que je fais dans le noir, Albin Michel, 17 janvier 2024.
- Ces promesses qu'on croyait éternelles partie 1, Albin Michel, 25 juin 2025